# Lavatory
Lavatory war eine bayerische Crossover-Band aus Erlangen, die im Jahr 1988 gegründet wurde und sich ca. 1996 unter dem Namen Rude Awakening auflöste.

## Geschichte
Die Band wurde im Jahr 1988 gegründet. Im Dezember desselben Jahres erschien ein erstes Demo unter dem Namen Chemical Death. Dadurch erreichte die Gruppe einen Vertrag bei Destiny Records, worüber 1990 das Debütalbum Glasshouse Fools erschien. Das Album wurde von Harris Johns produziert. Im selben Jahr spielte die Gruppe unter anderem zusammen mit Death in Action und Voracious Souls in Nürnberg. Außerdem ging die Band zusammen mit Verbal Abuse auf Tournee durch Europa. 1991 spielte sie zudem unter anderem zusammen mit Tankard und Voltage in Höchstadt an der Aisch. Obwohl für 1991 bereits ein Studiotermin ausgemacht war, machte Destiny Records einen Rückzieher. Die Band profitierte aber davon, dass Johns einen Mitarbeiter einzuweisen hatte, und bot eine kostenlose Demoproduktion als Versuchsobjekt für seinen neuen Kollegen an. Nachdem 1992 ein weiteres Demo veröffentlicht worden war, unterzeichnete die Band einen Vertrag bei Massacre Records. Nach Auftritten zusammen mit Pestilence und Assassin erschien 1993 das Album To Protect and to Serve. 1996 erschien über TUG Records ein weiteres Album namens Yes It Hurts. Danach benannte sich die Gruppe in Rude Awakening um, ehe sie sich auflöste.

## Stil
Laut rockdetector.com spielt die Band auf Chemical Death eine Mischung aus Metal und Hardcore Punk. Auf Glasshouse Fools habe man sich vom Metal entfernt und sich verstärkt dem Hardcore Punk gewidmet. Frank Trojan vom Rock Hard stellte in seiner Rezension zu Glasshouse Fools fest, dass die Band hierauf harten, schnellen und brutalen Thrash Metal spielt. Die Musik erinnere dabei meist an die Pioniere des Genres, vermengt mit ein wenig eigenem Stil. Er empfahl die Musik für Partys und zog einen Vergleich zu Tankard, nur dass Lavatory „thrashiger“ seien. J.N. vom Metal Hammer bezeichnete die Musik auf dem Album als „Hardcore Thrash“. Er werde „schlicht und einfach umgeblasen“ von den „Energien, die auf diesem Album freigesetzt werden“. Der Gesang sei richtiger Gesang und nicht nur „Gegrunze“. Das technische Spielniveau an den Instrumenten sei ordentlich, wenn auch nicht sehr abwechslungsreich. In einer späteren Ausgabe rezensierte Oliver Recker To Protect and Serve. Er bezeichnete die Musik als eine Mischung aus Hardcore Punk und Metal und umschrieb als „Tankard meets Nuclear Assault“. Allerdings sei die Musik qualitativ nicht so hochwertig. An Bands wie Sick of It All, Sheer Terror und Cro-Mags, die von der Band selbst als Vergleich angegeben werden würden, könne Lavatory nicht heranreichen. Im Rockmagazin Bang! reagierte die Band gereizt auf den Tankard-Vergleich. Der Vergleich mit Nuclear Assault sei da schon angebrachter. Auch die im Interview angesprochene negative Grundstimmung der Texte wurde relativiert: Die Welt sei nun einmal negativ, aber in vielen Texten käme auch ein „optimistischer Ausblick“ vor. Darüber hinaus habe man mit Surfin' a Big Butt einen Gegenpol im Programm, auch wenn „jetzt wieder sicher ein paar Leute meinen, daß wir zu sexistisch wären.“

## Diskografie
- 1988: Chemical Death (Demo, Eigenveröffentlichung)
- 1990: Glasshouse Fools (Album, Destiny Records)
- 1993: To Protect and to Serve (Album, Massacre Records)
- 1996: Yes It Hurts (Album, TUG Records)